# Marian Maskuliński

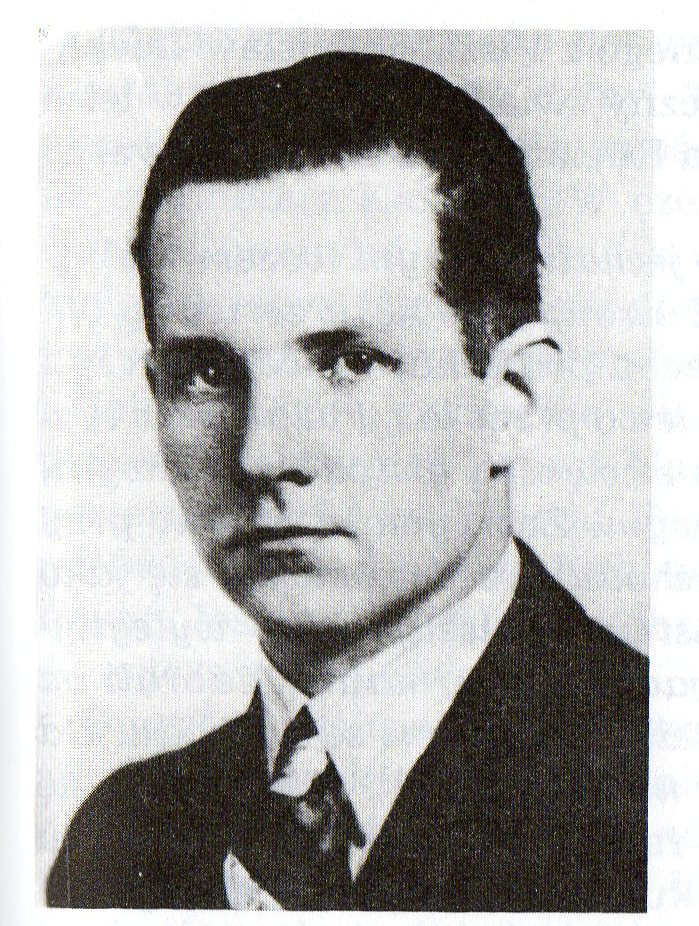
inż. leśnik Marian Maskuliński (1906-1945)

Marian Leonard Maskuliński (ur. 25 maja 1906 w Pakości, zm. 19 lipca 1945 na Ruczaju) – inżynier leśnik, pierwszy polski nadleśniczy w mazurskim nadleśnictwie Kurwien (Karwica), obecnie na jego cześć Maskulińskie, zamordowany w 1945 roku.

## Młodość i studia
Marian Maskuliński, syn Mieczysława i Lucyny z d. Pankowskiej, urodził się w Pakości k. Inowrocławia.
Uczęszczał do gimnazjum i liceum im. Jana Kasprowicza w Inowrocławiu, gdzie w 1926 roku uzyskał świadectwo dojrzałości. Po odbyciu służby wojskowej rozpoczął studia wyższe na uniwersytecie w Nancy w Lotaryngii. W 1929 roku przeniósł się na Wydział Rolniczo-Leśny Uniwersytetu Poznańskiego, który ukończył z tytułem mgr inż. leśnictwa. Praktykę uniwersytecką odbył na stypendium naukowym w Niemczech, w mieście Jena w Turyngii.
Po ukończeniu studiów w 1938 roku do wybuchu II wojny światowej był starszym asystentem w katedrze zoologii i entomologii na Wydziale Rolniczo-Leśnym Uniwersytetu Poznańskiego.
W czasie okupacji pracował w charakterze pomocnika leśnego w nadleśnictwie Wierzonka k. Poznania.

## Przybycie na Mazury i śmierć
Po zakończeniu wojny uczestniczył w Poznaniu w organizacji grup terenowych, mających na celu organizację polskiej administracji leśnej na odzyskanych ziemiach zachodnich. Dnia 7 maja 1945 roku przybył na Warmię i Mazury, do Olsztyna, wraz z grupą poznańskich leśników, która miała zorganizować gospodarkę leśną na terenie byłych Prus Wschodnich.
Jako jeden z pierwszych polskich leśniczych (duża grupa oczekiwała w Olsztynie na uspokojenie sytuacji) objął nadleśnictwo Kurwien (Karwica). Chciał je zorganizować tak, aby stało się ośrodkiem i warsztatem badań naukowych w zakresie szeroko pojętej problematyki leśnej.
19 lipca 1945 roku, wraz z gajowym Ludwikiem Uszką, inż. Marian Maskuliński został skrycie zamordowany przez nieznanych dotąd sprawców (najprawdopodobniej bandę szabrowników) na terenie leśnictwa Ruczaj, kilkadziesiąt metrów od leśniczówki Ruczaj.
Mimo usilnych poszukiwań ciała leśników odnalazła dopiero przypadkowo w 1947 roku młodzież szkolna zbierająca grzyby. Na życzenie żon zmarłych ciała ich pochowano uroczyście na miejscu kaźni. W 1966 roku koledzy leśnicy ustawili na mogile tragicznie zmarłych nagrobek w postaci kamienia z pamiątkową tablicą.

## Toponimia
Nazwiskiem Mariana Maskulińskiego nazwano nadleśnictwo Karwica (przemianowane na Maskulińskie), a po reorganizacji pod nazwą tą funkcjonuje dziś nadleśnictwo, składające się z obrębów Maskulińskie, Ruciane i Mikołajki. Nazwisko Mariana Maskulińskiego nosi także osada Maskulińskie, będąca niegdyś siedzibą nadleśnictwa Kurwien, a następnie Maskulińskie. Ciek Ruczaj, od którego nazwę wzięło leśnictwo, na terenie którego został zamordowany Marian Maskuliński, nosi obecnie także miano Kanału Maskulinka.